# Черниковская улица (Астрахань)
Черниковская у́лица — улица в историческом районе Атаманская станица в Трусовском административном районе Астрахани. Начинается от переулка Пугачёва и идёт с севера на юг параллельно улице Дзержинского, пересекая переулок Чугунова и Печенегскую улицу и заканчиваясь у Нальчикского переулка.
В застройке улицы преобладают малоэтажные здания на одну или несколько квартир, в том числе построенные в дореволюционный период, имеются памятники архитектуры.

## История
До 1957 года улица носила имя немецкого коммуниста Карла Либкнехта. Переименование было связано с подготовкой к проведению очередной переписи населения, в рамках которой были проиндексированы и изменены повторяющиеся названия улиц — в центре города была ещё одна улица Карла Либкнехта, и из двух сохранила это название именно она.

## Застройка
- дом 11 —  памятник архитектуры Здание церковно-приходской школы (конец XIX — начало XX вв.)

## Транспорт
По Черниковской улице движения общественного транспорта нет. Ближайшая остановка маршрутных такси «Трусовский рынок» находится на параллельной улице Дзержинского.